# Masirana longimana
Espèce
Masirana longimana est une espèce d'araignées aranéomorphes de la famille des Leptonetidae.

## Distribution
Cette espèce est endémique du Japon.

## Publication originale
- Yaginuma, 1970 : The fauna of the insular lava caves in West Japan IV. Araneae (Part 1). Bulletin of the National Science Museum, no 13, no 4, p. 623-629.